# دير تفردوس
دير تفردوسهو دير أرثوذكسي صربي يعود إلى القرن الخامس عشر بالقرب من مدينة تريبينيي ، جمهورية صربسكا، البوسنة والهرسك.و لا تزال الأسس التي تعود إلى القرن الرابع للكنيسة الرومانية الأولى في الموقع مرئية.

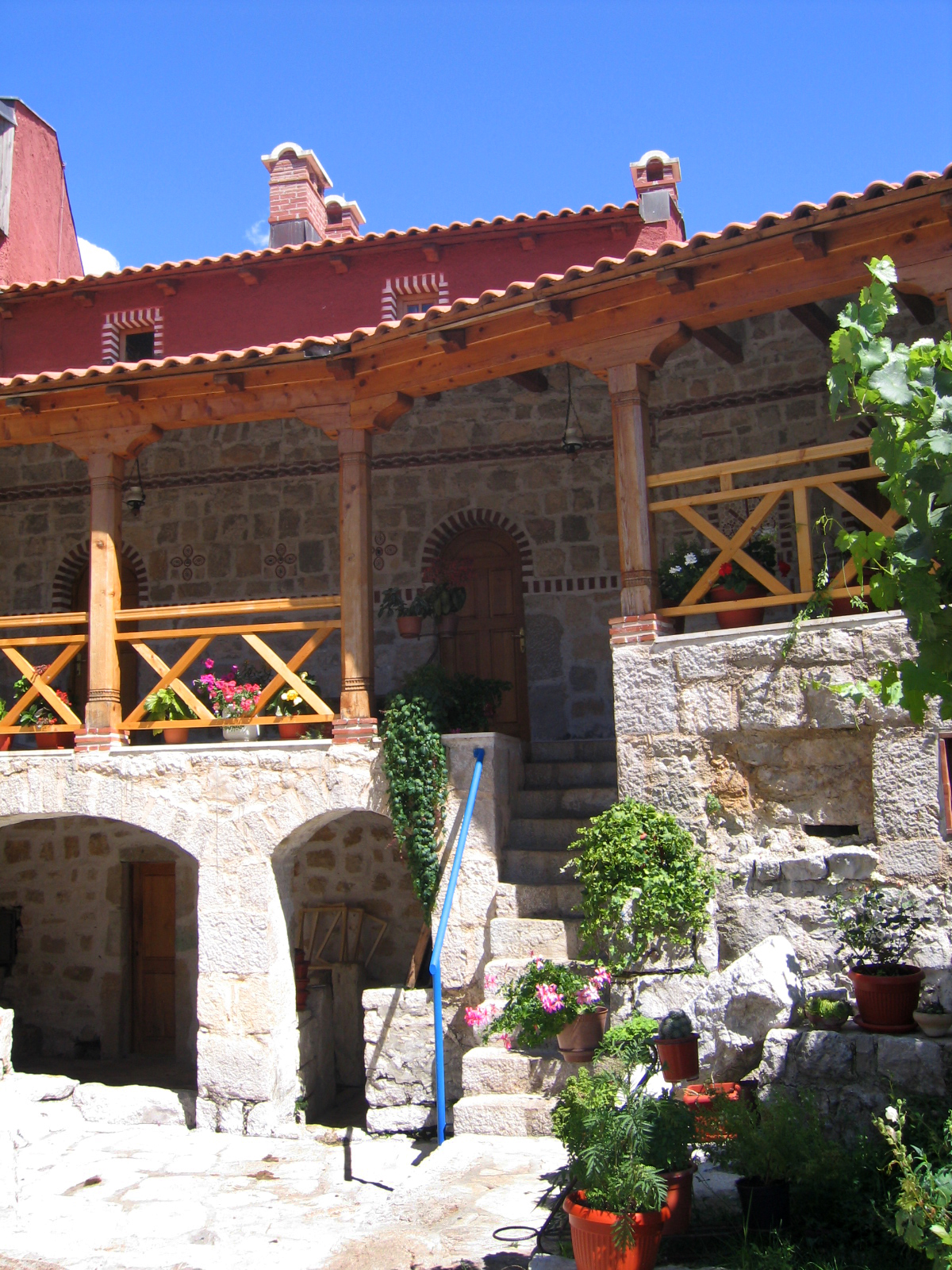
Atrium garden of the monastery

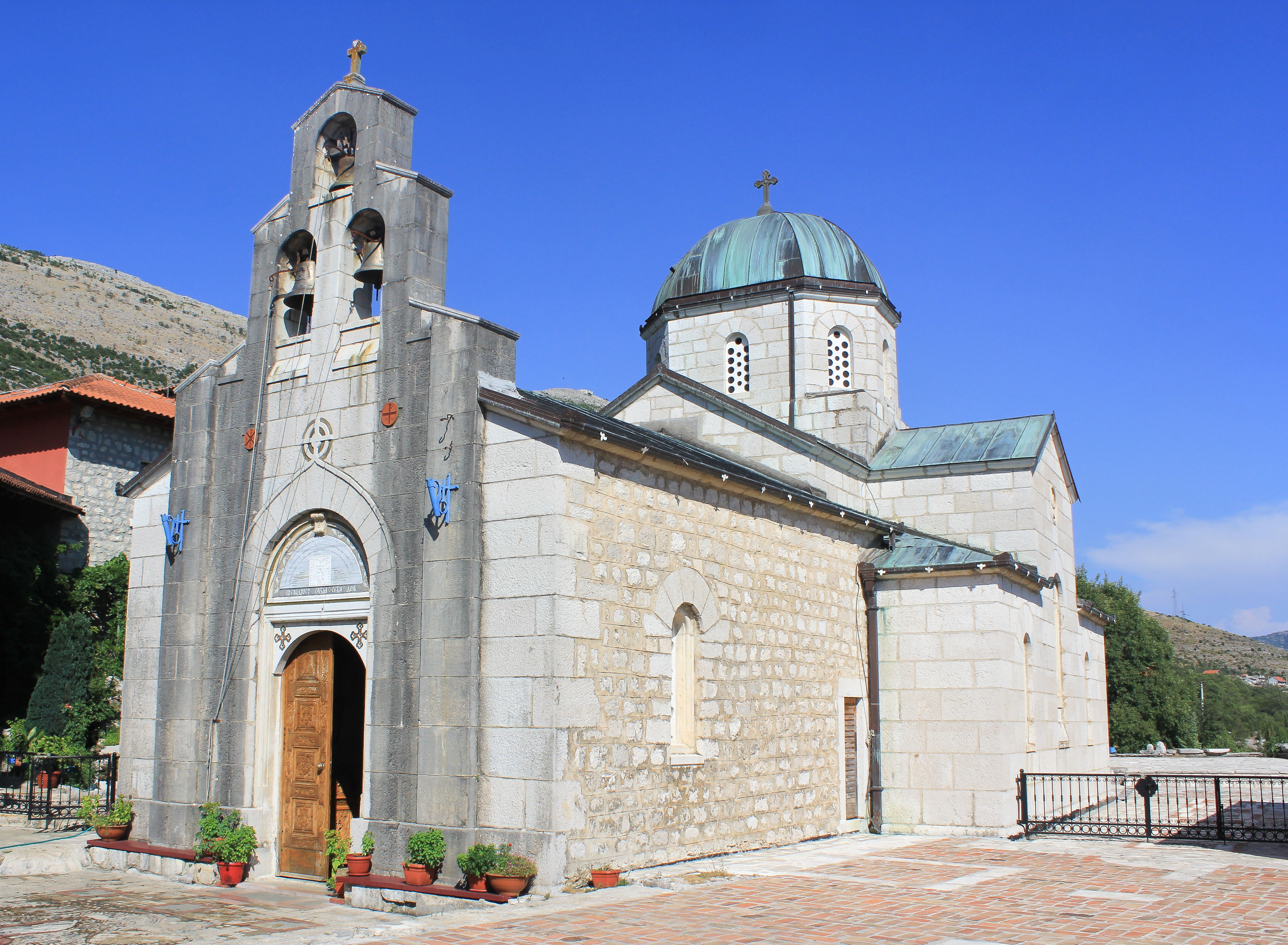
The church within monastery

نشئ الدير، المكرس لكسر كنيسة القديس يوحنا المعمدان المقدس،  خلال القرن الخامس عشر، مع كاتدرائية بنيت في حوالي 1508 ورسمت بالجداريات من قبل فيكو لافروف من دوبروفنيك في عام 1517. بقي الدير دارا للعبادة. في عام 1694 ، تم تشييد الدير الحالي في عام 1924. ويشتهر الدير اليوم بإنتاجه من النبيذ (خاصة من أصناف العنب المحلية فراناك وزيلافكا) وأقبية النبيذ الخاصة به، التي يعود تاريخها إلى القرن الخامس عشر،  وهي منطقة جذب سياحي شهيرة.
في أواخر عام 2016 ، بقي الدير على القائمة المؤقتة للحصول على صفة كموقع وطني للبوسنة والهرسك.

## روابط خارجية
Official page (بالصربية)